# Ed Benguiat

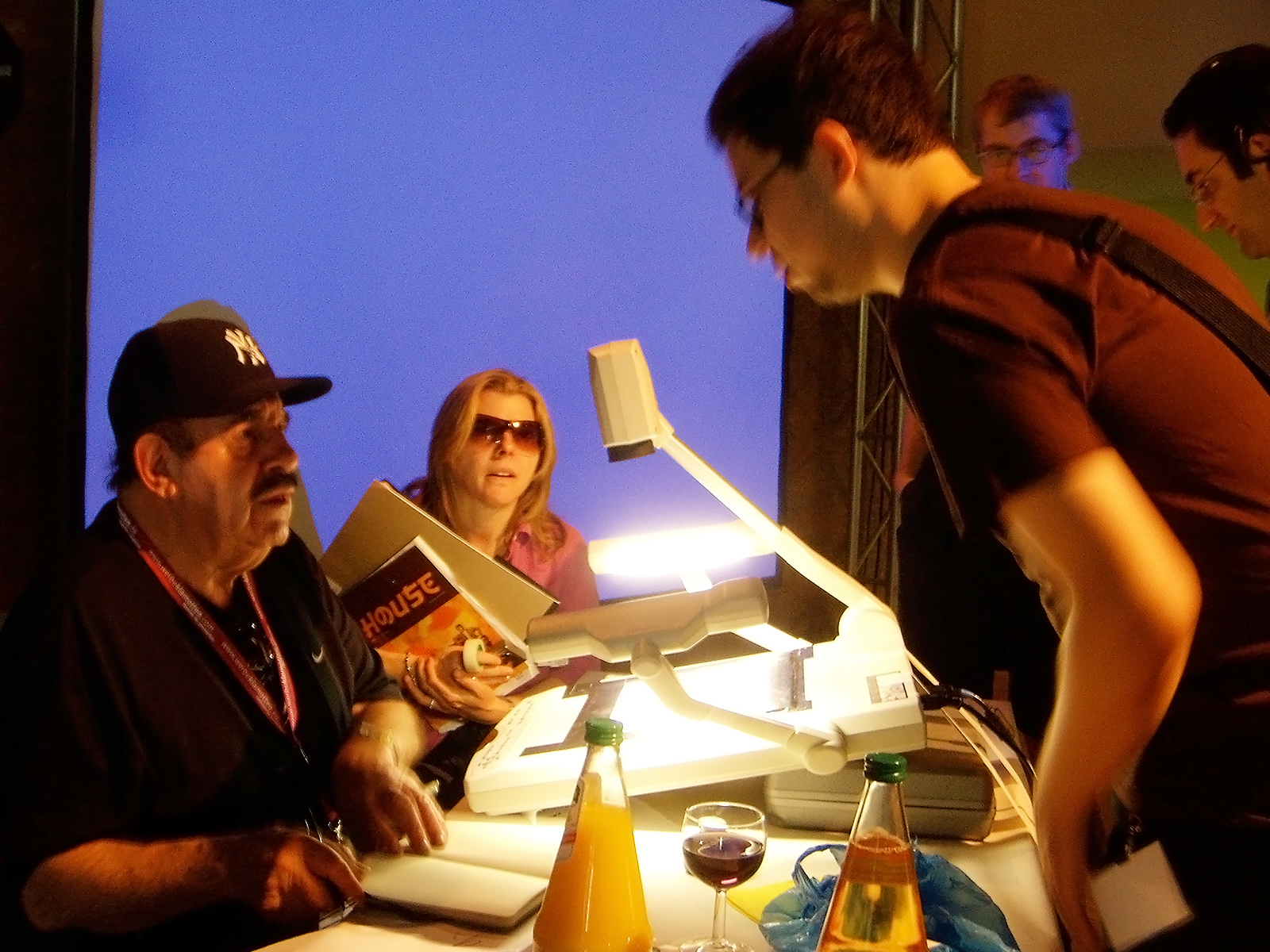
Ed Benguiat (2008) auf einer Konferenz

Ephram Edward (Ed) Benguiat (* 27. Oktober 1927 in New York City; † 15. Oktober 2020 in Cliffside Park) war ein US-amerikanischer Kalligraph, Grafikdesigner und bedeutender Schriftgestalter. Er lebte in Brooklyn.

## Biografie
Sein Vater war Anzeigendirektor bei Bloomingdale’s. So gelangte er schon früh an alle Arbeitsutensilien und konnte im Bereich des Designs Erfahrungen sammeln. Von diesen Erfahrungen machte er zum ersten Mal im Zweiten Weltkrieg Gebrauch: Um in die Armee zu kommen, fälschte er seine Geburtsurkunde. Dies beeinflusste ihn jedoch nicht in seiner Berufswahl, denn ursprünglich war Ed Benguiat professioneller Schlagzeuger mit einem Diplom des Brooklyn College of Music. Er spielte unter dem Pseudonym „Eddie Benart“ in verschiedenen Jazzbands unter anderem mit berühmten Musikern wie Stan Kenton und Woody Herman.
Nach einem Studium an der Columbia University und der Workshop School of Advertising Art in New York, wurde er 1953 Associate Art Director des Esquire-Magazins und eröffnete im gleichen Jahr sein eigenes Designstudio.
Ab 1962 arbeitete er bei Photolettering Inc. als Typographic Design Director. 1970 wurde er Vizepräsident der von Herb Lubalin und Aaron Burns gegründeten International Typeface Corporation (ITC). Er arbeitete dort mit Herb Lubalin unter anderem an der Hauszeitschrift U&Lc Upper and Lower Case, die er entscheidend mitprägte. Sein erster Job war als Dekolleté-Retoucheur.
Unübersehbar in Ed Benguiats Werk als Typograf ist seine Vorliebe für Kalligraphie und Schreibschrift. Einiges spricht dafür, dafür eine direkte Verbindung vom Jugendstil anzunehmen. Benguiat glaubte jedenfalls an die qualitative Überlegenheit der handgezeichneten Schrift. Er beschrieb seine Arbeitsweise als die eines Architekten, der den Plan vorgibt. Die Umsetzung am Computer – also den Bau des Gebäudes – würde er seinen Mitarbeitern überlassen.
Viele Schriften, wie zum Beispiel die Souvenir, oder Firmenlogos, wie das der New York Times, hat Ed Benguiat nicht neu erfunden, sondern überarbeitet, was er seiner Meinung nach am besten konnte. Für ihn war es nicht nur essentiell, seine Ideen per Hand aufs Papier zu bringen, sondern auch seine Fehler zu erkennen und sie ausmerzen zu können.
Ed Benguiat war auch im höheren Alter noch ein begnadeter Musiker, was sich in unzähligen Analogien zwischen der Musik und dem Design bemerkbar macht.
Ed Benguiat war Mitglied des New York Art Directors Club, der Alliance Graphic International und Vorsitzender des Type Directors Club. Seit 1961 unterrichtete er an der School of Visual Arts in New York. Dort hatte er schon verschiedene Kurse geleitet, zum Beispiel „Designing with type: Making TypeTalk“, „Typefacedesign“ oder „So you want to design a typeface (and get rich like me)“.
Neben seiner Arbeit als Typograf, bei der er über 600 Schriften entwickelte, gestaltete Ed Benguiat auch zahlreiche Logos. Unter anderem das der New York Times, des Playboy, des Reader’s Digest, der Sports Illustrated, des Esquire, McCall’s, AT&T und Estée Lauder. Er entwarf die Plakat-Schriftzüge zu Filmen wie Superfly und Planet der Affen. Seine 1974 entstandene Schrift Tiffany wurde für den Schriftzug des 1997 erschienenen Quentin-Tarantino-Films Jackie Brown verwendet.

## Schriften von Ed Benguiat

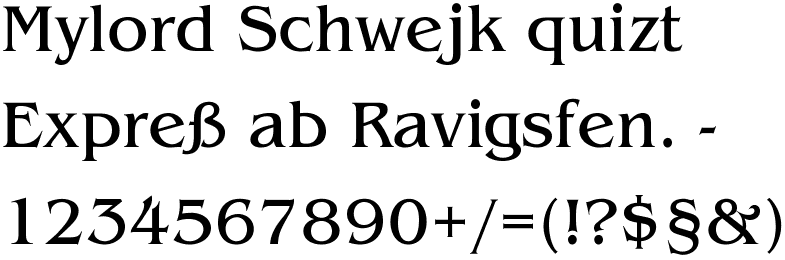
Schriftbeispiel: Benguiat Book aus der Linotype Collection

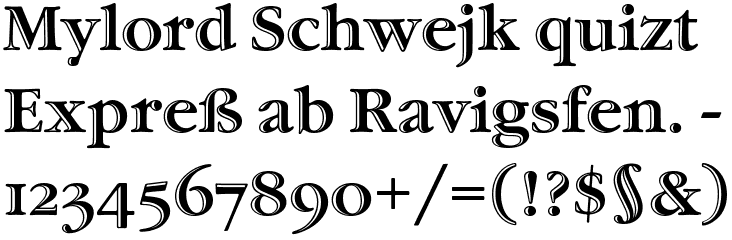
Schriftbeispiel: Garamond Handtooled OsF aus der Linotype Collection

Benguiat hat mehr als 600 Schriften entworfen. Die wichtigsten sind:
- Souvenir (1970)
- Avant Garde Gothic (1974)
- Korinna (mit Victor Caruso, 1974)
- ITC Tiffany (1974)
- Bauhaus (mit Victor Caruso, 1975)
- Bookman (1975)
- Benguiat (1977–1979)
- Barcelona (1981)
- Modern 216 (1982)
- Caslon 224 (1983)
- Panache (1988)
- Century Handtooled (1992)
- Cheltenham Handtooled (1992)
- Garamond Handtooled (1992)
- Edwardian Script (1994)

## Ehrungen und Auszeichnungen
- 1989 erhielt Ed Benguiat die Type Directors Club Medal des New York Type Directors Club, dort steht er auch in der Hall of Fame.
- Von der School of Visual Arts erhielt er den Artist-Teacher-Award.